# Solomon Sakuragawa
Solomon Sakuragawa (jap. 櫻川 ソロモン, Sakuragawa Solomon; * 4. August 2001 in Chiba, Präfektur Chiba) ist ein japanischer Fußballspieler.

## Karriere

### Verein
Solomon Sakuragawa erlernte das Fußballspielen in der Jugendmannschaft von JEF United Ichihara Chiba. Hier unterschrieb er 2020 auch seinen ersten Profivertrag. Der Verein aus Ichihara spielte in der zweiten japanischen Liga, der J2 League. Sein Zweitligadebüt gab er am 15. Juli 2020 im Auswärtsspiel gegen Zweigen Kanazawa. Hier wurde er in der 76. Minute für Kengo Kawamata eingewechselt. Nach 79 Ligaspielen wechselte er im Februar 2023 auf Leihbasis zum ebenfalls in der zweiten Liga spielenden Fagiano Okayama. Für den Verein aus Okayama bestritt er 29 Zweitligaspiele. Nach der Ausleihe kehrte er nicht zu JEF United zurück.  Am 1. Februar 2024 nahm ihn der Erstligaabsteiger Yokohama FC unter Vertrag. Am Ende der Saison 2024 wurde er mit Yokohama Vizemeister und stieg in die erste Liga auf.

### Nationalmannschaft
Solomon Sakuragawa spielte von 2018 bis 2019 fünfmal in der japanischen U18-Nationalmannschaft.  2019 kam er zweimal in der U19 und zweimal in der U20 zum Einsatz.

## Erfolge
Yokohama FC
- Japanischer Zweitligavizemeister: 2024  ▲